# Sint-Hubertuskerk (Ten Aard)

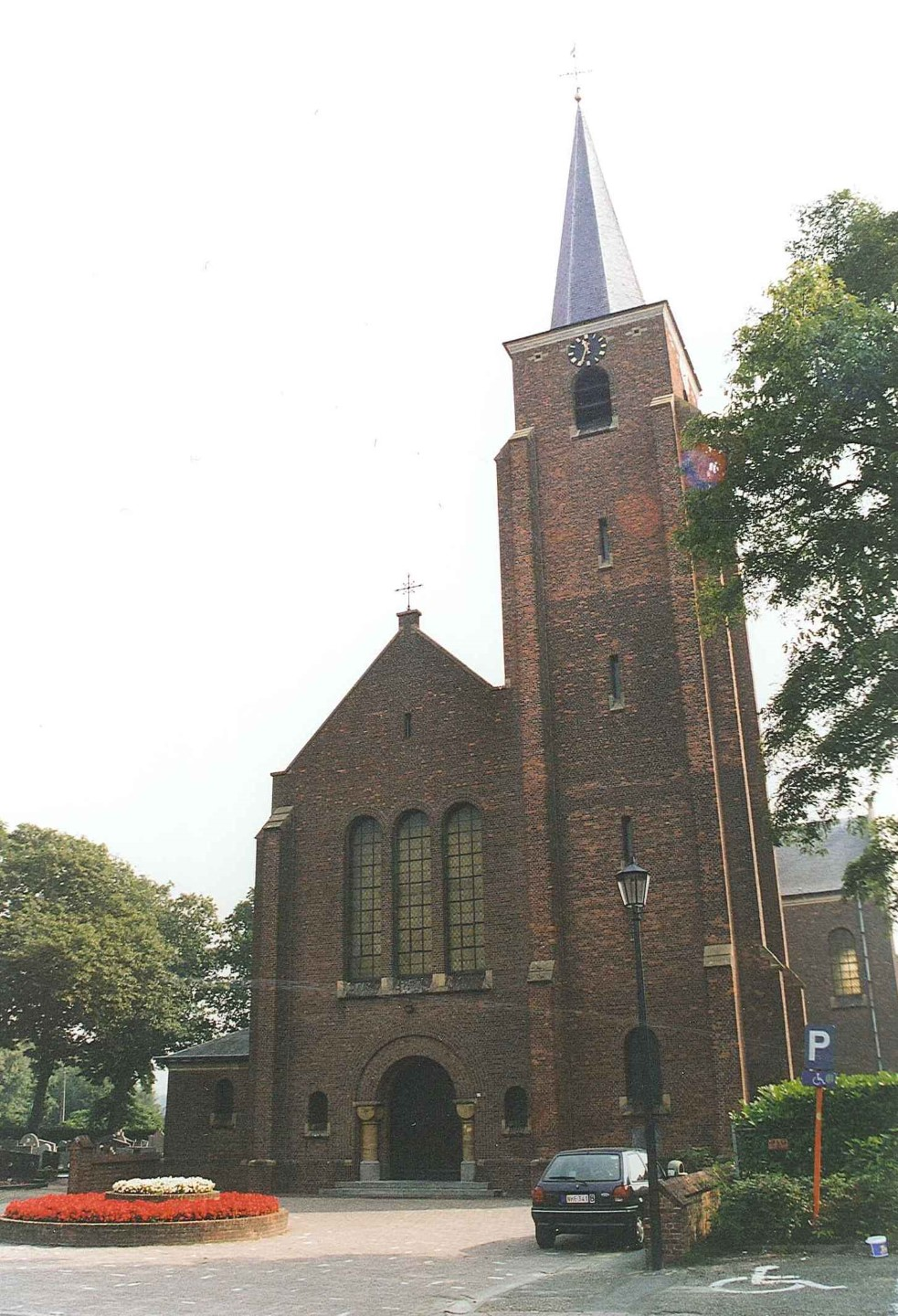
Sint-Hubertuskerk

De Sint-Hubertuskerk is de parochiekerk van de tot de Antwerpse gemeente Geel behorende plaats Ten Aard, gelegen aan Vaartstraat 67.

## Geschiedenis
In 1718 werd te Ten Aard een kapel gebouwd, de zogenaamde jachtkapel, die gewijd was aan Onze-Lieve-Vrouw-van-Bijstand en aan Sint-Hubertus. Deze kapel werd in 1870 verheven tot parochiekerk.
In 1870-1872 werd, naar ontwerp van Pieter Jozef Taeymans, een kerk gebouwd aan de Nieuwe aard. In 1887 werd de kapel gesloopt. Hiertegen werd geprotesteerd waarna in 1890 aan de Oudekastelseweg de Kapel van de Oude aard werd gebouwd.
De kerk werd tijdens de Tweede Wereldoorlog zwaar beschadigd. In 1949-1950 werd een nieuwe kerk gebouwd naar ontwerp van René Joseph Van Steenbergen sr..

## Gebouw
Het betreft een bakstenen georiënteerde kruisbasiliek in neoromaanse stijl. Rechts van de voorgevel is een toren aangebouwd en deze heeft vijf geledingen en een ingesnoerde naaldspits.
De kerk heeft een halfronde apsis en een vlak houten plafond.